# إزالة الأحراج
إزالة الأحراج هو عملية تطهير الأراضي الحرجية لاستخدامها في الزراعة أو لأغراض أخرى. في قانون الأراضي الإنجليزي، كان من غير القانوني قطع أي جزء من غابة ملكية بدون إذن. كان هذا أكبر تجاوزات يمكن ارتكابها في الغابة، كونها أكثر من مجرد مضيعة: حيث أن نفايات الغابة تنطوي على قطع الأشجار والشجيرات، يمكن أن تنمو هذه النباتات مرة أخرى؛ يتضمن التزوير تجذيرًا كاملاً لجميع الأشجار- الإبادة التامة لمنطقة الغابات.
تم استخدام مصطلح «فاجأ» أيضًا لقطع الأرض المصنفة. كانت إيجارات فاجأ هي تلك التي تم دفعها للتاج البريطاني مقابل أراضي الغابات التي تم تحديدها. أصل الكلمة مأخوذ من الكلمة الفرنسية «معاني الكلمة» لإزالة الغابة أو التخلص منها. ويشار إلى ذلك في شمال إنجلترا باسم «التخلص».

## العملية
في العصور الوسطى، كانت الأرض التي تم تطهيرها عادة ما تكون أرضًا شائعة ولكن بعد إعادة المساحة أصبحت المساحة مستخدمة بشكل خاص. اتخذت العملية عدة أشكال. عادة ما يتم ذلك من قبل أحد المزارعين الذين قاموا باختراق تطهير من الغابة، تاركين حقلًا مغطى. ومع ذلك، قامت مجموعات من الأفراد أو حتى قرى بأكملها في بعض الأحيان بالعمل وتم تقسيم النتائج إلى شرائح وتقاسمها بين المزارعين المستأجرين. المجتمعات الرهبانية، وخاصة السيسترسيين، في بعض الأحيان تضخم، وكذلك اللوردات المحليين.  غالبًا ما تترك الأرض التي تم تطهيرها وراءها تحوطًا قويًا، والذي يحتوي غالبًا على عدد كبير من أشجار الغابات مثل الجير الصغير ذي الأوراق أو الخدمة البرية ويحتوي على الأشجار التي نادرًا ما تستعمر التحوطات المزروعة، مثل البندق. الأمثلة في دورست، حيث يوجد فرق في التحوطات في غرب وشرق المقاطعة، في هاتفيلد برود أوك في إسكس حيث لا تزال التحوطات الحديثة تتبع حدود غابة قديمة، وفي شيلي وسوفولك حيث يوجد تحوط طويل بشكل غير عادي يتكون من أشجار الجير المغطاة ببقايا تطهير الغابات من القرن التاسع عشر.

## التاريخ
إزالة الأحراج كان موجودًا منذ العصر الحجري الوسيط وغالبًا ما خفف من الضغوط السكانية. خلال القرن الثالث عشر، كان مشروع إزالة الأحراج نشطًا جدًا، ولكنه انخفض مع التحديات البيئية والاقتصادية في القرن الرابع عشر. أدى الموت الأسود في أواخر الأربعينيات من القرن التاسع عشر إلى تهجير سكان الريف وعادت العديد من المناطق التي كانت في السابق محمية إلى الغابات. 
تم وصف «إزالة الأحراج» من قبل مؤرخ المناظر الطبيعية ريتشارد موير بأنه عادة ما يكون «مثل لدغات تفاحة» كما كان يتم عادةً على نطاق صغير ولكن تم تطهير مناطق كبيرة في بعض الأحيان. من حين لآخر، متخصصون في تحديد واسم العائلة أو اسم عائلة «سارت». 
تحتفظ أسماء الحقول في بريطانيا أحيانًا بأصلها في الجزم أو الاستعمار بأسمائها مثل: «الأسهم»؛ "Stubbings"؛ «بذرة»؛ «أسارت»؛ «سارت»؛ «تخليص»؛ «رويد»؛ «الفرامل»؛ 'خرق؛. تشير العديد من الأماكن الشمالية الفرنسية المسماة «ليس اسارتس» أو تنتهي بـ «سارت» إلى هذه الممارسة.